# The Pied Pipers
The Pied Pipers – popularny zespół muzyczny, występujący w USA w latach 30., 40. i na początku 50. Zespół liczył ośmiu członków (siedmiu mężczyzn i jedną kobietę), którzy należeli wcześniej do innych grup muzycznych (np. Chuck Lowry – śpiewający w The Four Esquires czy Dick Whittinghill – The Three Rhythm Kings). Z zespołem tworzył również Spencer Clark, amerykański saksofonista jazzowy i multiinstrumentalista.

## Historia
Powstanie grupy zaaranżowali Paul Weston i Axel Stordahl (dzięki nim powstała m.in. orkiestra kompozytora i puzonisty Tommy’ego Dorseya). Weston usłyszał podczas audycji radiowej dwie śpiewaczki The King Sisters – Alyce i Yvonne. Zostały one wcześniej wyrzucone z orkiestry Dorseya, ponieważ kilka kompozycji w ich repertuarze nie spodobało się sponsorowi orkiestry. Nagrali oni wtedy w Nowym Jorku dwie piosenki i przenieśli się do Kalifornii.
Już w Los Angeles zespół został ograniczony do czterech członków – Jo Stafford, jej ówczesnego męża Johna Huddlestona, Chucka Lowry’ego i Billy’ego Wilsona. Grupa nagrywała w tamtym czasie bardzo mało utworów, a przez pewien czas groził jej nawet rozpad.
W 1939 roku grupa znów przeniosła się, tym razem do Chicago. Billy Wilson, wcześniej gitarzysta zespołu, został zastąpiony przez Clark Yocum. Rok później Dorsey, który niejako kierował The Pied Pipers, zatrudnił Franka Sinatrę. Wtedy też zespół nagrał jedną ze swoich najbardziej znanych piosenek – I’ll never smile again. Sukces odniosła też Jo Stafford, która nagrała wtedy solowy utwór pt. Yes Indeed.
W 1942 Dorsey pokłócił się z jednym z członków zespołu i wyrzucił go. Wskutek tego grupa zerwała z nim współpracę, której ostatnim owocem był przebój There Are Such Things. Od tego czasu Pied Pipers nagrywali w wytwórni Capitol Records i znów przenieśli się do Los Angeles.
W tym samym roku nastąpiła kolejna zmiana w zespole – odszedł Huddleston (rozwiódł się też ze Stafford), który został zastąpiony przez Hala Hoppera. Dwa lata później Pied Pipers opuściła także Jo Stafford, by rozwijać swoją karierę solową. Pracę z zespołem jednak kontynuował Frank Sinatra, który wyruszył z grupą w trasę koncertową.
Wspólnie z Capitol Records Pied Pipers nagrali 12 przebojów, z których najsłynniejsze to Dream i Happiness.
Zespół w 2001 roku został wprowadzony na Vocal Group Hall of Fame.

## Członkowie
- Jo Stafford
- John Huddleston
- Hal Hopper
- Chuck Lowry
- Bud Hervey
- George Tait
- Woody Newbury
- Dick Whittinghill[2]